# Zsírfecske
A zsírfecske vagy szuszók (Steatornis caripensis) a lappantyúalakúak (Caprimulgiformes) rendjébe tartozik, és a szuszókfélék (Steatornithidae) családjának egyetlen faja.

## Előfordulása
Dél-Amerika északi részének hegyvidéki területein, a trópusi őserdők barlangjaiban költ.

## Megjelenése
Testhossza 35 centiméter, testtömege 400 gramm.
Csőre kampós, inkább ragadozó életmódra utalna. Vörösesbarna színű tollruhája van, fehér mintázattal.
|  |  |

## Életmódja
Gyümölcsökkel és bogyókkal táplálkozik. Madaraktól szokatlan módon a barlangokban kibocsátott hallható hang (1,5-2,5 kHz) visszhangjai alapján tájékozódik, a 20 cm-nél nagyobb tárgyakat felismerve. Éjszaka aktív, az olajpálma gyümölcsének fogyasztására specializálódott.

## Szaporodása
Telepesen fészkel. Barlangokban, ürülékből és gyümölcsök hulladékából építi fészkét. Fészekalja 2–4 tojásból áll, melyen 33 napig kotlik.
Fiókáik a zsíros étrendnek köszönhetően komoly zsírréteget növesztenek, amit a bennszülöttek sütésre vagy világításra használnak.